# Петерс, Альфонс
Альфо́нс Пе́терс (нидерл. Alfons Peeters, 21 января 1943, Беринген, Лимбург — 5 января 2015, Синт-Трёйден, Фламандский регион) — бельгийский футболист, игравший на позиции полузащитника.
Выступал, в частности, за клубы «Андерлехт» и «Гент». Участник чемпионата мира 1970 года в составе национальной сборной Бельгии.

## Клубная карьера
Петерс начал играть в футбол в «Берингене» из одноимённого родного города в возрасте 10 лет. В 1960 году дебютировал за основную команду. Несмотря на свой молодой возраст, он быстро стал основным игроком клуба, игравшего тогда во Втором дивизионе. В 1962 году клубу удалось выйти в высший дивизион, где команда сенсационно заняла второе место в сезоне 1963/1964.
В 1966 году Петерс покинул клуб и перешёл в «Олимпик» (Шарлеруа), игравший во втором дивизионе. В первом же сезоне с клубом вышел в элитный дивизион. В 1968 году «Олимпик» финишировал на последнем месте и вылетел обратно, а Петерс покинул клуб и стал игроком столичного «Андерлехта».
В «Андерлехте» регулярно играл под руководством тренера Норберта Хеффлинга. Однако когда румынского тренера уволили, а его заменил Пьер Синибальди, Петерс потерял место в основе. В 1970 году играл в финале Кубок ярмарок против «Арсенала». Это был первый европейский финал в истории клуба. В первом матче Петерс вышел на замену на 68-й минуте вместо Жана Корнелиса и помог своей команде победить 3:1 перед родными зрителями. Впрочем во втором матче Альфонс на поле не вышел и команда проиграла 0:3 на стадионе «Хайбери», из-за чего Альфонс так и не завоевал ни одного трофея с клубом.
В 1971 году Петерс перешёл в клуб второго дивизиона «Гент», за который отыграл 3 сезона. Большую часть времени, проведённого в составе «Гента», был основным игроком команды. Завершил профессиональную карьеру футболиста в 1974 году, после чего играл в нескольких любительских клубах: «Тессендерло» (1974—1976), «Верстанд Керсель» (играющий тренер, 1976—1978) и «Пер» (1978—1980).

## Карьера в сборной
22 ноября 1967 года дебютировал в официальных матчах в составе национальной сборной Бельгии в игре отбора на Евро-1968 против Люксембурга (3:0). В дальнейшем в 1968 году сыграл ещё в трёх матчах сборной, два из которых в рамках удачного для бельгийцев отбора на чемпионат мира 1970 года в Мексике, на который также поехал в составе команды, но на поле больше уже не выходил.
Умер 5 января 2015 на 72-м году жизни в городе Синт-Трёйден от рака.